# Thư viện chuyên ngành

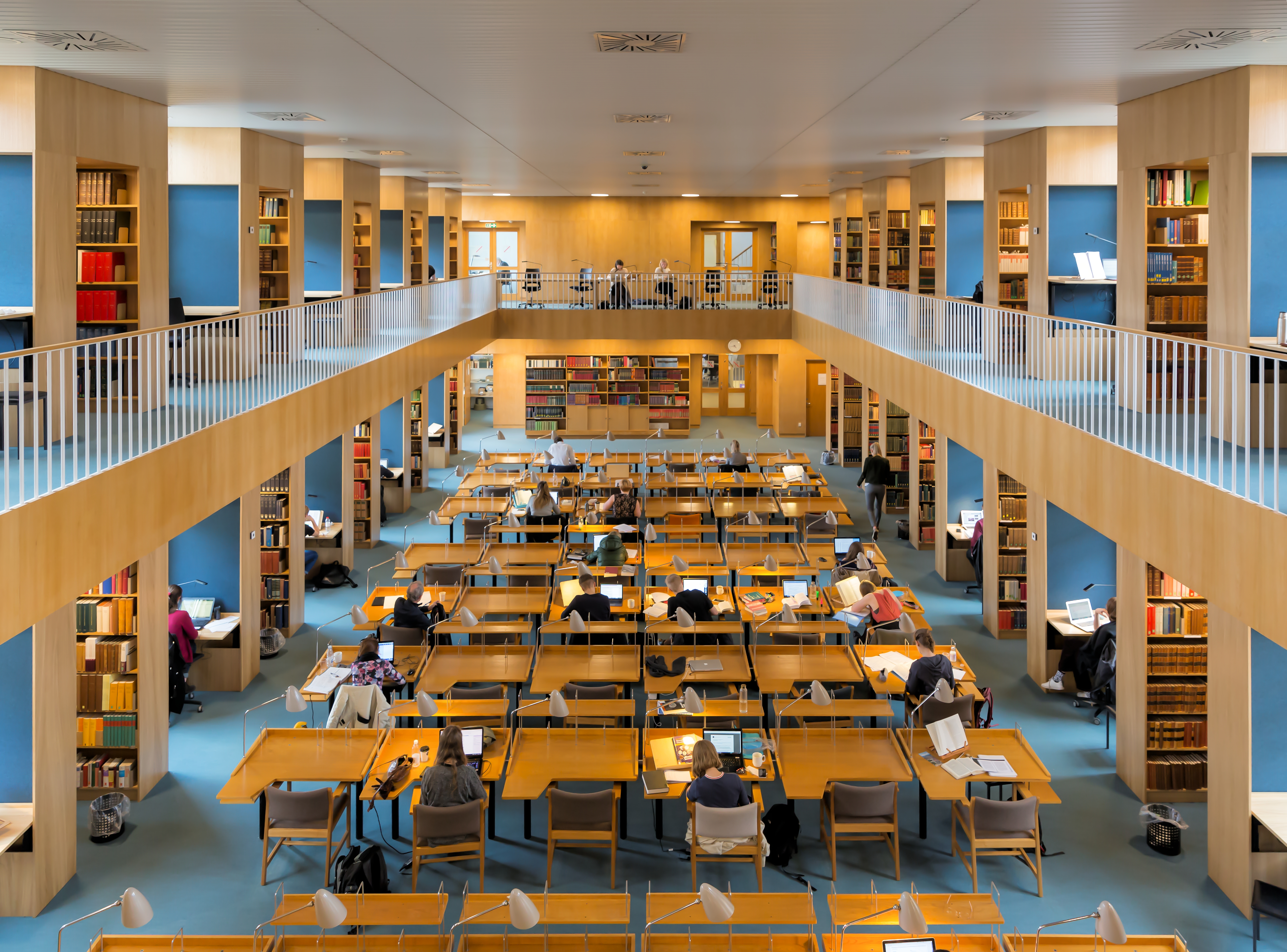
Thư viện chuyên ngành của Trường Đại học Aarhus

Thư viện chuyên ngành hay thư viện đặc biệt (Special library) là một thư viện cung cấp các nguồn thông tin chuyên biệt về một chủ đề cụ thể, phục vụ một nhóm khách hàng chuyên biệt và có giới hạn, đồng thời cung cấp các dịch vụ chuyên biệt cho nhóm khách hàng đó. Các thư viện đặc biệt bao gồm thư viện công ty, thư viện chính phủ, thư viện pháp luật, thư viện y khoa, thư viện bảo tàng, thư viện tin tức. Các thư viện đặc biệt cũng tồn tại trong các tổ chức học thuật. Những thư viện này được coi là thư viện đặc biệt vì chúng thường được tài trợ riêng biệt với phần còn lại của trường đại học và chúng phục vụ một nhóm người dùng mục tiêu. Ở Việt Nam thì Luật Thư viện năm 2019 định nghĩa thư viện chuyên ngành là thư viện có tài nguyên thông tin chuyên sâu về một ngành, lĩnh vực hoặc nhiều ngành, lĩnh vực phục vụ cán bộ, công chức, viên chức, người lao động của cơ quan, tổ chức chủ quản. Thư viện chuyên ngành gồm thư viện của cơ quan nhà nước, thư viện của tổ chức khoa học và công nghệ, thư viện của tổ chức chính trị, tổ chức chính trị - xã hội, tổ chức xã hội, tổ chức xã hội - nghề nghiệp, thư viện của tổ chức kinh tế.

## Đại cương

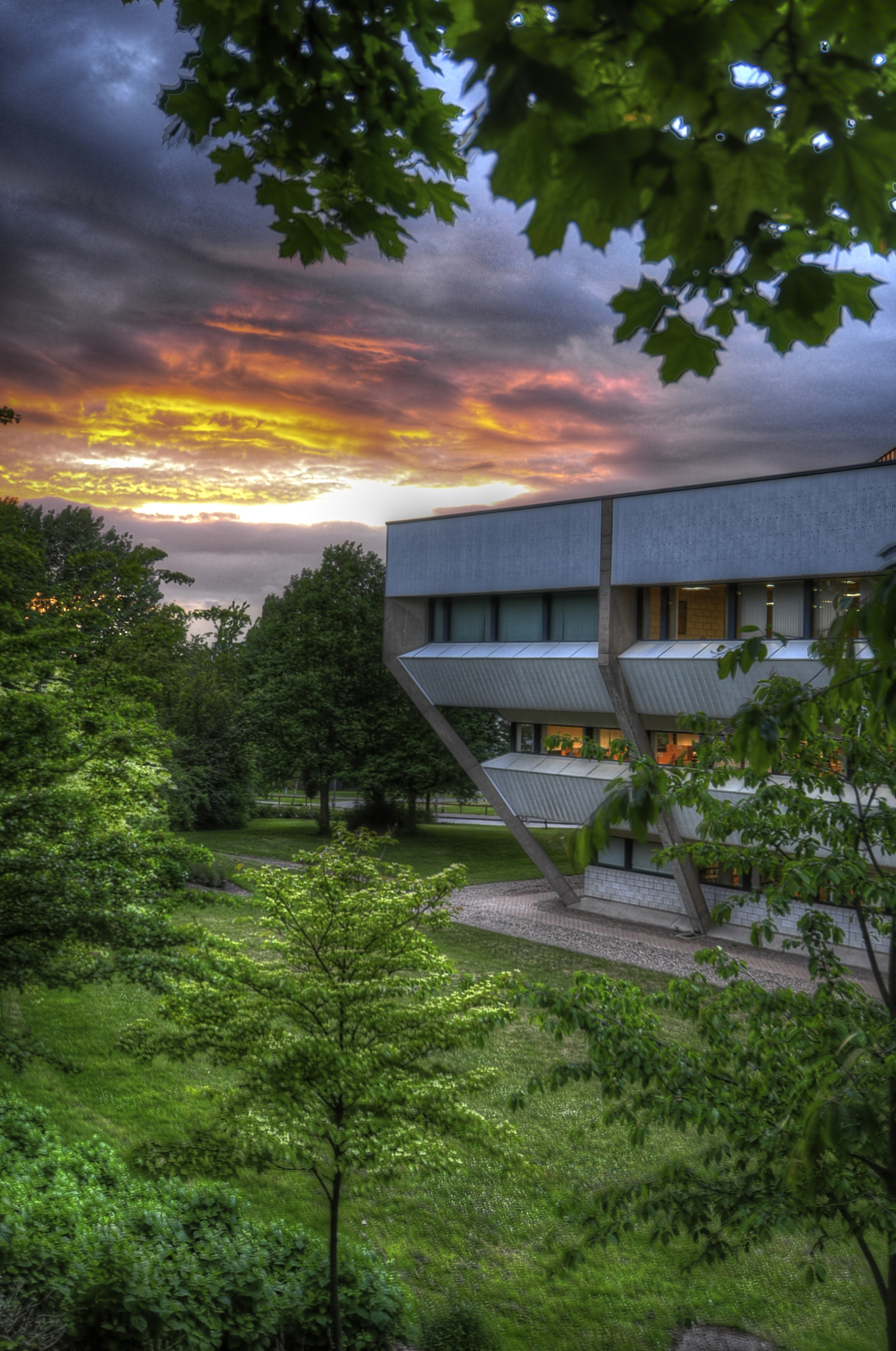
Khuôn viên thư viện chuyên ngành Trường Đại học Loughborough

Về mặt phân loại thư viện thì ngoại trừ những loại thư viện phổ biến thì tất cả thư viện khác thuộc vào dạng thư viện đặc biệt. Nhiều tổ chức tư nhân và công cộng, bao gồm bệnh viện, nhà thờ, bảo tàng, phòng thí nghiệm nghiên cứu, công ty luật và các cơ quan chính phủ có những thư viện riêng cho nhân viên dùng nghiên cứu chuyên ngành trong lĩnh vực của họ. Tùy từng nơi mà các thư viện đặc biệt này có thể cho người ngoài vào hoặc không được phép vào. Ở những cơ quan chuyên ngành như công ty luật hay phòng thí nghiệm, thủ thư thường là chuyên gia trong ngành thay vì những người được đào tạo làm thủ thư do tính chất chuyên dụng của thư viện và đối tượng người sử dụng. Một số thư viện, như là thư viện luật của chính phủ, thư viện bệnh viện hay thư viện căn cứ quân sự cho phép khách tham quan.
Tùy thuộc vào đối tượng và nội dung, thư viện đặc biệt cũng có thể cung cấp dịch vụ như các thư viện nghiên cứu, tham khảo, học thuật, công cộng hay cho trẻ em, thường là với quy định nghiêm ngặt hơn. Các thư viện đặc biệt thường có đối tượng khách hàng cụ thể hơn các thư viện trong môi trường giáo dục hoặc công cộng truyền thống và xử lý các loại thông tin chuyên biệt hơn. Chúng được phát triển để hỗ trợ sứ mệnh của tổ chức tài trợ và các bộ sưu tập cũng như dịch vụ theo mục tiêu và cụ thể hơn theo nhu cầu của nhóm khách hàng. Các thư viện đặc biệt có thể mở cửa hoặc không mở cửa cho công chúng. Những nơi mở cửa cho công chúng có thể cung cấp các dịch vụ tương tự như thư viện nghiên cứu, tham khảo, công cộng, học thuật hoặc dành cho trẻ em, thường có những hạn chế như chỉ cho bệnh nhân ở bệnh viện mượn sách hoặc hạn chế công chúng tiếp cận các phần của bộ sưu tập quân sự.